# Anastasija Rodionowa
Anastasija Rodionowa, ros. Анастасия Ивановна Родионова (ur. 12 maja 1982 w Tambowie) – australijska tenisistka pochodzenia rosyjskiego, finalistka Wimbledonu 2003 w grze mieszanej, półfinalistka US Open 2010 w grze podwójnej, klasyfikowana w rankingu WTA na 62. miejscu w grze pojedynczej (2010) i 15. w grze podwójnej (2014), medalistka Igrzysk Wspólnoty Narodów, reprezentantka Australii w Pucharze Federacji i na letnich igrzyskach olimpijskich (2012, 2016). Siostra Ariny Rodionowej.

## Kariera tenisowa
Anastasija Rodionowa rozpoczęła treningi tenisowe w wieku siedmiu lat. Jej ojciec był graczem amatorem, więc pośród wielu zabawek jego córek znajdowały się także piłeczki tenisowe. Trenowana była przez ojca do ukończenia osiemnastego roku życia, kiedy to wyprowadziła się z Tambowa do Niemiec, gdzie trenowała przez trzy lata. W 2003 przeprowadziła się z powrotem do Moskwy. W notowaniach z 3 stycznia 2000 zajmowała 181. miejsce w singlowym rankingu juniorek i 167. w deblowym.
Status profesjonalnej tenisistki otrzymała w maju 1997 roku.

### Gra pojedyncza
Anastasija Rodionowa nie ma na koncie wygranego tytułu WTA w grze pojedynczej. Dwukrotnie występowała w półfinałach takich zawodów: w Quebecu w 2002 i w Kantonie w 2007. Osiągnęła trzecie rundy wszystkich turniejów wielkoszlemowych poza Australian Open. 16 sierpnia 2010 zajmowała najwyższe, 62. miejsce w światowej klasyfikacji gry pojedynczej.
Jej turniejowy debiut w WTA miał miejsce w 2000 w Taszkencie – przeszła eliminacje gry pojedynczej i przegrała w pierwszej rundzie z Sarah Pitkowski. W 2001 wystąpiła w tej samej imprezie z podobnym skutkiem; w lipcu przeszła też kwalifikacje w Sopocie. W lipcu 2002 po raz pierwszy dostała się do turnieju WTA na podstawie miejsca rankingowego; miało to miejsce w Casablance, tam też wygrała pierwszy seniorski mecz z Marlene Weingärtner 6:1, 6:0, w następnym pojedynku skreczowała jednak przeciwko Marii Elenie Camerin. Pierwszy większy sukces odnotowała we wrześniu w Quebec, dochodząc tam do półfinału, przegranego z Jeleną Bowiną.
W kwietniu 2003 zagrała w swoim drugim zawodowym ćwierćfinale w Casablance; wygrała tam z rozstawioną Patricią Wartusch. Wynik ten wyrównała w listopadzie w Pattaya. W tym samym roku zadebiutowała w drabince głównej turnieju wielkoszlemowego w Londynie (w siódmym roku profesjonalnej kariery). Po serii słabych występach w kolejnych miesiącach awansowała do drugiej rundy w San Diego w sierpniu 2005, pokonując wcześniej Samanthę Stosur. W czerwcu 2006 wygrała swój pierwszy mecz w drabince głównej turnieju wielkoszlemowego, pokonując w pierwszej rundzie Wimbledonu Émilie Loit. Po osiągnięciu drugiej rundy w Los Angeles po raz pierwszy w karierze została sklasyfikowana w gronie stu najlepszych tenisistek świata rankingu WTA. W US Open ustanowiła swój życiowy wynik w Wielkim Szlemie, dochodząc do trzeciej rundy.
We wrześniu 2007 znalazła się w półfinale turnieju WTA po raz drugi w karierze, tym razem w Kantonie. W ćwierćfinale pokonała Anabel Medinę Garrigues, przegrała z Tziporą Obziler. W sierpniu 2009 awansowała ponownie do trzeciej rundy US Open. W 2010 roku kilkakrotnie znajdowała się w ćwierćfinałach imprez zawodowych: w Kuala Lumpur, Estoril, Strasburgu i Stambule, awansowała też do trzeciej rundy French Open. Dnia 16 sierpnia 2010 zajmowała najwyższe w karierze, 62. miejsce w singlowym rankingu WTA.
Po serii porażek w pierwszych startach w 2011 roku zdołała wygrać spotkanie w pierwszej rundzie w Charleston przeciwko Zuzanie Ondraškovej. W Rzymie pokonała wyżej notowaną Jarosławę Szwiedową, awansowała też do trzeciej rundy French Open, triumfując między innymi nad rozstawioną Nadieżdą Pietrową. Kolejne przegrane sprawiły, że wypadła z czołowej setki rankingu WTA. W październiku doszła do ćwierćfinału w Linzu, po przejściu eliminacji. Wygrała w pierwszej rundzie z Barborą Záhlavovą-Strýcová, a następne spotkanie jej przeciwniczka, Flavia Pennetta, oddała walkowerem. W meczu jednej czwartej finału uległa w trzech setach Dominice Cibulkovej.
W styczniu 2012 została sklasyfikowana na 98. miejscu listy rankingowej WTA. W kwietniu odnotowała trzecią rundę w Charleston, gdzie odprawiła rozstawioną z dziesiątym numerem Anabel Medinę Garrigues, by następnie przegrać z Venus Williams.
W 2013 roku, jako kwalifikantka, osiągnęła drugie rundy w Pattai i w Dosze. W Charleston, Waszyngtonie, Toronto, Québecu i Tokio przegrywała w pierwszym meczu. W kwalifikacjach do wielkoszlemowych turniejów osiągnęła odpowiednio trzecią rundę French Open i US Open oraz pierwszą Wimbledonu.
W sezonie 2014 Rodionowa osiągnęła drugą rundę kwalifikacji do Australian Open. W Norymberdze pomyślnie przeszła przez kwalifikację, swój udział w turnieju kończąc na drugiej rundzie. W kwalifikacjach do Wimbledonu nie wygrała meczu. Pomyślnie przechodząc przez kwalifikacje do US Open, przegrała dopiero w drugiej rundzie singla. W Tiencinie, nie musząc grać w kwalifikacjach, przegrała w pierwszej rundzie.
W 2015 roku Rodionowa ponownie osiągnęła drugą rundę kwalifikacji do turnieju w Melbourne. W Bogocie przegrała w pierwszej rundzie po wcześniejsze grze w eliminacjach. Nie wygrała meczu w kwalifikacjach do Wimbledonu.

### Gra podwójna
Anastasija Rodionowa wygrała 11 turniejów WTA w grze podwójnej w latach 2005–2017 (5 z Ałłą Kudriawcewą, 2 z Dariją Jurak oraz po jednym z Jeleną Wiesniną, Andreeą Ehritt-Vanc, Sanią Mirzą i Carą Black), a także 14 razy przegrywała w finałach. W każdej z czterech imprez wielkoszlemowych w tej konkurencji osiągnęła przynajmniej ćwierćfinał, jej rekordowym rezultatem jest półfinał wywalczony w ramach US Open 2010. 8 września 2014 zajmowała najwyższe, 15. miejsce w światowej klasyfikacji deblistek.
W ramach rozgrywek cyklu WTA Tour zadebiutowała w grze podwójnej w czerwcu 1999 w Taszkencie, odpadając już w pierwszej rundzie. W swoim czwartym takim występie, a pierwszym w innym mieście niż stolica Uzbekistanu – w Sopocie awansowała do finału w parze z Juliją Bejhelzimer. Rosjanka i Ukrainka przegrały walkę o tytuł z Joanette Kruger i Francescą Schiavone. Wynik ten pozwolił Rodionowej znaleźć się w drugiej setce rankingu. Jesienią zagrała w półfinale w Bratysławie, a w styczniu 2002 odnotowała debiut wielkoszlemowy podczas Australian Open. Po licznych sukcesach w rozgrywkach ITF, w Wimbledonie po raz pierwszy znalazła się w ćwierćfinale Wielkiego Szlema razem z Marlene Weingärtner. W trzeciej rundzie wyeliminowały Silvię Farinę i Barbarę Schett, zatrzymały się na rozstawionych z numerem drugim Virginii Ruano Pascual i Paoli Suarez. Rodionowa awansowała w rankingu o ponad trzydzieści pozycji, utraciła jednak miejsce w pierwszej setce z powodu słabych występów w dalszej części sezonu.
W kwietniu 2003 zagrała w półfinale w Casablance z Taccianą Puczak, następny taki wynik odnotowała ponad rok później, we wrześniu 2004 w Hasselt. W sierpniu 2005 z Kateryną Bondarenko doszła do ćwierćfinału w San Diego, gdzie w pierwszej rundzie wyeliminowały Annę Grönefeld i Martinę Navrátilovą. W parze z Galiną Woskobojewą została wicemistrzynią w Taszkencie (uległy Marii Elenie Camerin i Emilie Loit). Swój pierwszy tytuł w grze podwójnej zdobyła Rodionowa w listopadzie tego roku w Quebecu razem z Jeleną Wiesniną.
W lutym 2006 tenisistki te wystąpiły w finale w Bengaluru, pokonane przez Liezel Huber i Sanię Mirzę. W kwietniu 2007 Rodionowaa i Andrea Ehritt triumfowały w Estoril, ogrywając w decydującym meczu Lourdes Domínguez Lino i Arantxę Parrę Santonję, a wcześniej także duet Wiktoryja Azaranka i Caroline Wozniacki. Walkę o mistrzostwo w Fezie miesiąc później przegrały z Mirzą i Vanią King, podobnie na finale zakończyły zmagania w Taszkencie.
Już jako reprezentantka Australii po raz pierwszy zagrała w finale w lutym 2010 w Kuala Lumpur u boku siostry Ariny. W ćwierćfinale wyeliminowały najwyżej rozstawione Alisę Klejbanową i Yan Zi. Z Ałłą Kudriawcewą zostały wicemistrzyniami w maju w Strasburgu po porażce z Alizé Cornet i Vanią King. Trzeci tytuł w swojej kolekcji, a pierwszy w nowych barwach narodowych, zdobyła Rodionowa w czerwcu w ’s-Hertogenbosch. W sierpniu razem z Carą Black osiągnęła najlepszy wynik wielkoszlemowy – półfinał – w ramach US Open 2010 i awansowała do czołowej trzydziestki klasyfikacji WTA.
W styczniu 2011 odnotowała pierwszy ćwierćfinał Australian Open (z Black), a potem doszła do tej samej fazy turnieju podczas French Open i Wimbledonu (z Pietrową). Z Galiną Woskobojewą awansowała do finału w Moskwie.
W lutym 2012 zdobyła swoje czwarte mistrzostwo – w parze z Sanią Mirzą w Pattaya. Z Nurią Llagosterą Vives zagrała w półfinałach w Dubaju i Dosze, a razem z siostrą doszła do tego etapu w Kopenhadze. Z rodaczką Jarmilą Gajdošovą znalazła się w ćwierćfinale French Open, wyrównując swój najlepszy wynik z paryskiej imprezy. W półfinale w Montrealu z Galiną Woskobojewą przegrały z późniejszymi mistrzyniami, Klaudią Jans-Ignacik i Kristiną Mladenovic.
Na początku 2013 roku razem z Carą Black zwyciężyła w turnieju w Auckland. Podczas Australian Open osiągnęły trzecią rundę zawodów. W Dosze osiągnęła drugą rundę, a w Dubaju przegrała w półfinale. Podczas zawodów w Indian Wells wygrała jeden mecz, natomiast w Miami nie awansowała do drugiej rundy. W Charleston przegrała w półfinale, a w Stuttgarcie w pierwszej rundzie. Również półfinał osiągnęła w Oeiras. W zawodach WTA Premier Mandatory w Madrycie pokonana została w drugim spotkaniu. W Rzymie awansowała natomiast do półfinału. Podczas French Open przegrała w trzeciej rundzie. W Birmingham osiągnęła ćwierćfinał, a na Wimbledonie pierwszą rundę. W turniejach WTA Premier 5 w Toronto i Cincinnati zanotowała drugie rundy, tak jak na US Open. Razem z Ałłą Kudriawcewą triumfowały w Québecu, a w Tokio awansowały do półfinału. W Pekinie przegrały w pierwszej rundzie. Kończąc sezon, osiągnęły finał w Moskwie.
Sezon 2014 Rodionowa rozpoczęła od triumfu w Brisbane, a na Australian Open przegrała w pierwszej rundzie. W Pattayi Australijka osiągnęła finał. W Dosze awansowała do ćwierćfinału, zaś w Dubaju odniosła kolejne karierowe zwycięstwo. W Indian Wells, Madrycie i Rzymie przegrała w pierwszej rundzie, a w Miami – w ćwierćfinale. W Charleston zaszła o rundę dalej. We French Open i na kortach w Birmingham nie wygrała meczu, ale na Wimbledonie zanotowała ćwierćfinał. Na kortach w Stanach Zjednoczonych osiągnęła odpowiednio: półfinał w Stanford i Cincinnati, pierwszą rundę w Montrealu oraz trzecią na US Open. Pod koniec sezonu wywalczyła ćwierćfinał w Tokio i Wuhan, półfinał w Pekinie oraz tytuł w Tiencinie. W zawodach WTA Finals osiągnęła półfinał.
W pierwszej części sezonu 2015 Rodionowa osiągnęła finał w Monterrey, ćwierćfinały w Brisbane, Pattayi, Dubaju i Miami, drugą rundę Australian Open oraz pierwszą w Dosze i Indian Wells. W Charleston, Madrycie i Rzymie poległa w pierwszej rundzie, we French Open – w trzeciej, a w Bogocie dopiero w ćwierćfinale. W drugiej części sezonu wygrała dwa mecze na kortach w ’s-Hertogenbosch, jeden na trawnikach Wimbledonu, a bez wygranej opuszczała Birmingham, Waszyngton i Toronto.

### Gra mieszana
Od 2002 roku występuje w turniejach gry mieszanej w ramach imprez wielkoszlemowych. Najlepszy rezultat osiągnęła w 2003 roku na kortach Wimbledonu, gdy wraz z Andym Ramem doszła do finału. Przegrali z Martiną Navratilovą i Leanderem Paesem. Ponadto w 2011 była w ćwierćfinale Australian Open razem z Maheshem Bhupathim, a w 2012 awansowała do ćwierćfinału US Open, gdy partnerował jej Jean-Julien Rojer. Razem z Michaiłem Jełginem osiągnęła ćwierćfinał Wimbledonu w sezonie 2014, a z Aisamem-ul-Haq Qureshim awansowała do tej samej fazy podczas French Open 2015.

### Występy reprezentacyjne
Rodionowa od 2010 roku reprezentuje Australię w rozgrywkach Pucharu Federacji. W 2010 występowała w Grupie Światowej, ale w 2011 jej drużyna spadła do Grupy Światowej II.
W 2010 wystąpiła w Igrzyskach Wspólnoty Narodów w New Delhi w barwach Australii. Zdobyła tam medale we wszystkich możliwych konkurencjach: złoto w grze pojedynczej kobiet po finale z Sanią Mirzą, złoto w grze podwójnej kobiet w parze z Sally Peers oraz srebro w grze mieszanej w parze z Paulem Hanleyem.
W 2012 zadebiutowała w letnich igrzyskach olimpijskich w Londynie, reprezentując Australię. W pierwszej rundzie gry podwójnej w parze z Jarmilą Gajdošovą uległy Rosjankom Jekatierinie Makarowej i Jelenie Wiesninie.

## Życie prywatne
Jej ulubionym i najmocniejszym uderzeniem jest forehand. Ojciec Ivan jest trenerem tenisa ziemnego, matka Natalia pracuje w domu. Ma młodszą siostrę, Arinę, która również gra w tenisa. Podziwia Martinę Hingis. 10 grudnia 2009 otrzymała obywatelstwo australijskie.
Na początku września 2019 roku urodziła syna, o czym poinformowała przez swój profil na portalu społecznościowym.

## Historia występów wielkoszlemowych
Legenda
     W, wygrany turniej
      F, przegrana w finale
      SF, przegrana w półfinale
      QF, przegrana w ćwierćfinale
     xR, przegrana w x rundzie
     A, brak startu

### Występy w grze pojedynczej
| Australian Open        | A   | A   | A   | A   | A   | Q1  | Q1  | Q2  | Q1  | Q3 | 2R | 2R | 1R | 1R | 1R  | 1R  | Q2  | Q2  | Q2  | Q3  | A   | A    | 0 / 6  | 2 – 6   |  |  |
| French Open            | A   | A   | A   | A   | A   | Q1  | Q1  | A   | Q1  | 1R | 1R | 1R | A  | 3R | 3R  | 1R  | Q3  | A   | Q3  | A   | A   | A    | 0 / 6  | 4 – 6   |  |  |
| Wimbledon              | A   | A   | A   | A   | Q1  | Q2  | 1R  | Q1  | Q1  | 2R | 1R | 1R | A  | 3R | 1R  | 1R  | Q1  | Q1  | Q1  | A   | A   | A    | 0 / 7  | 3 – 7   |  |  |
| US Open                | A   | A   | A   | A   | Q2  | Q3  | Q1  | Q2  | Q1  | 3R | 2R | 1R | 3R | 2R | 1R  | 2R  | Q3  | 2R  | Q1  | A   | A   | A    | 0 / 8  | 8 – 8   |  |  |
|                        |     |     |     |     |     |     |     |     |     |    |    |    |    |    |     |     |     |     |     |     |     |      |        |         |  |  |
| Ranking na koniec roku | 793 | 473 | 355 | 234 | 193 | 117 | 165 | 215 | 167 | 82 | 79 | 97 | 97 | 63 | 108 | 134 | 161 | 183 | 228 | 791 | 388 | 1123 | 0 / 27 | 17 – 27 |  |  |

### Występy w grze podwójnej
| Turniej                | 1997 | 1998 | 1999 | 2000 | 2001 | 2002 | 2003 | 2004 | 2005 | 2006 | 2007 | 2008 | 2009 | 2010 | 2011 | 2012 | 2013 | 2014 | 2015 | 2016 | 2017 | 2018 | 2019 | 2020 | 2021 | 2022 | Tytuły | Z–P     |  |
| ---------------------- | ---- | ---- | ---- | ---- | ---- | ---- | ---- | ---- | ---- | ---- | ---- | ---- | ---- | ---- | ---- | ---- | ---- | ---- | ---- | ---- | ---- | ---- | ---- | ---- | ---- | ---- | ------ | ------- |  |
| Australian Open        | A    | A    | A    | A    | A    | 1R   | 1R   | 1R   | 1R   | 2R   | 1R   | 2R   | 2R   | 3R   | QF   | 2R   | 3R   | 1R   | 2R   | QF   | 1R   | 3R   | 1R   | A    | A    | A    | 0 / 18 | 17 – 18 |  |
| French Open            | A    | A    | A    | A    | A    | 1R   | 1R   | A    | A    | 2R   | 2R   | 2R   | 3R   | 1R   | QF   | QF   | 3R   | 1R   | 3R   | 1R   | 2R   | 2R   | A    | A    | A    | A    | 0 / 15 | 16 – 15 |  |
| Wimbledon              | A    | A    | A    | A    | A    | QF   | 1R   | 2R   | 1R   | 2R   | 1R   | 1R   | 2R   | 1R   | QF   | 2R   | 1R   | QF   | 2R   | 2R   | 1R   | 2R   | A    | A    | A    | A    | 0 / 17 | 16 – 17 |  |
| US Open                | A    | A    | A    | A    | A    | 1R   | A    | 1R   | A    | 2R   | 1R   | 2R   | 3R   | SF   | 1R   | 2R   | 2R   | 3R   | 2R   | 2R   | 2R   | 1R   | A    | A    | 3R   | A    | 0 / 16 | 17 – 16 |  |
|                        |      |      |      |      |      |      |      |      |      |      |      |      |      |      |      |      |      |      |      |      |      |      |      |      |      |      |        |         |  |
| Ranking na koniec roku | 614  | 558  | 433  | 390  | 125  | 107  | 137  | 97   | 79   | 56   | 61   | 40   | 44   | 26   | 28   | 23   | 25   | 18   | 47   | 40   | 47   | 52   | 1207 | –    | 349  | 1250 | 0 / 66 | 66 – 66 |  |

### Występy w grze mieszanej
| Turniej         | 1997 | 1998 | 1999 | 2000 | 2001 | 2002 | 2003 | 2004 | 2005 | 2006 | 2007 | 2008 | 2009 | 2010 | 2011 | 2012 | 2013 | 2014 | 2015 | 2016 | 2017 | 2018 | 2019 | 2020 | 2021 | 2022 | Tytuły | Z–P     |  |
| --------------- | ---- | ---- | ---- | ---- | ---- | ---- | ---- | ---- | ---- | ---- | ---- | ---- | ---- | ---- | ---- | ---- | ---- | ---- | ---- | ---- | ---- | ---- | ---- | ---- | ---- | ---- | ------ | ------- |  |
| Australian Open | A    | A    | A    | A    | A    | A    | A    | A    | A    | A    | A    | A    | 2R   | 1R   | QF   | 1R   | 1R   | 2R   | 1R   | 1R   | A    | A    | A    | A    | A    | A    | 0 / 8  | 4 – 8   |  |
| French Open     | A    | A    | A    | A    | A    | A    | A    | A    | A    | A    | 1R   | A    | 2R   | A    | 1R   | 1R   | 2R   | 1R   | QF   | A    | 1R   | A    | A    | A    | A    | A    | 0 / 8  | 4 – 8   |  |
| Wimbledon       | A    | A    | A    | A    | A    | 1R   | F    | 3R   | A    | 1R   | A    | 1R   | 2R   | 1R   | 2R   | 1R   | 1R   | QF   | 3R   | 3R   | 2R   | 2R   | A    | A    | A    | A    | 0 / 15 | 17 – 15 |  |
| US Open         | A    | A    | A    | A    | A    | A    | A    | A    | A    | 2R   | A    | A    | A    | A    | 1R   | QF   | 1R   | 2R   | QF   | 1R   | SF   | A    | A    | A    | A    | A    | 0 / 8  | 9 – 8   |  |
|                 |      |      |      |      |      |      |      |      |      |      |      |      |      |      |      |      |      |      |      |      |      |      |      |      |      |      |        |         |  |
|                 |      |      |      |      |      |      |      |      |      |      |      |      |      |      |      |      |      |      |      |      |      |      |      |      |      |      | 0 / 39 | 34 – 39 |  |

## Finały turniejów WTA
| Legenda                     | Legenda |
| --------------------------- | ------- |
| Wielki Szlem                |         |
| Igrzyska olimpijskie        |         |
| WTA Tour Championships      |         |
| 1988 – 2008                 |         |
| Kategoria I                 |         |
| Kategoria II                |         |
| Kategoria III               |         |
| Kategoria IV                |         |
| Kategoria V                 |         |
| 2009 – 2020                 |         |
| WTA Premier Mandatory       |         |
| WTA Premier 5               |         |
| WTA Premier                 |         |
| WTA International Series    |         |
| WTA 125K series (2012–2020) |         |

### Gra podwójna 24 (11–13)
| Końcowy wynik | Nr  | Data                 | Turniej          | Nawierzchnia    | Partnerka           | Przeciwniczki                                 | Wynik finału      |
| ------------- | --- | -------------------- | ---------------- | --------------- | ------------------- | --------------------------------------------- | ----------------- |
| Finalistka    | 1.  | 29 lipca 2001        | Sopot            | Ceglana         | Julija Bejhelzimer  | Francesca Schiavone Joannette Kruger          | 4:6, 0:6          |
| Finalistka    | 2.  | 9 października 2005  | Taszkent         | Twarda          | Galina Woskobojewa  | Maria Elena Camerin Émilie Loit               | 3:6, 0:6          |
| Zwyciężczyni  | 1.  | 6 listopada 2005     | Québec           | Twarda (hala)   | Jelena Wiesnina     | Līga Dekmeijere Ashley Harkleroad             | 6:7(4), 6:4, 6:2  |
| Finalistka    | 3.  | 19 lutego 2006       | Bangalore        | Twarda          | Jelena Wiesnina     | Liezel Huber Sania Mirza                      | 3:6, 3:6          |
| Zwyciężczyni  | 2.  | 30 kwietnia 2007     | Estoril          | Ceglana         | Andreea Ehritt-Vanc | Lourdes Domínguez Lino Arantxa Parra Santonja | 6:3, 6:2          |
| Finalistka    | 4.  | 14 maja 2007         | Fez              | Ceglana         | Andreea Ehritt-Vanc | Vania King Sania Mirza                        | 1:6, 2:6          |
| Finalistka    | 5.  | 1 października 2007  | Taszkent         | Twarda          | Tacciana Puczak     | Kaciaryna Dziehalewicz Anastasija Jakimawa    | 6:2, 4:6, 7–10    |
| Finalistka    | 6.  | 28 lutego 2010       | Kuala Lumpur     | Twarda          | Arina Rodionowa     | Zheng Jie Chan Yung-jan                       | 7:6(4), 2:6, 7–10 |
| Finalistka    | 7.  | 22 maja 2010         | Strasburg        | Ceglana         | Ałła Kudriawcewa    | Alizé Cornet Vania King                       | 6:3, 4:6, 7–10    |
| Zwyciężczyni  | 3.  | 19 czerwca 2010      | 's-Hertogenbosch | Trawiasta       | Ałła Kudriawcewa    | Vania King Jarosława Szwiedowa                | 3:6, 6:3, 10–6    |
| Finalistka    | 8.  | 22 października 2011 | Moskwa           | Twarda (hala)   | Galina Woskobojewa  | Vania King Jarosława Szwiedowa                | 6:7(3), 3:6       |
| Zwyciężczyni  | 4.  | 12 lutego 2012       | Pattaya          | Twarda          | Sania Mirza         | Chan Hao-ching Chan Yung-jan                  | 3:6, 6:1, 10–8    |
| Zwyciężczyni  | 5.  | 5 stycznia 2013      | Auckland         | Twarda          | Cara Black          | Julia Görges Jarosława Szwiedowa              | 2:6, 6:2, 10–5    |
| Zwyciężczyni  | 6.  | 15 września 2013     | Québec           | Dywanowa (hala) | Ałła Kudriawcewa    | Andrea Hlaváčková Lucie Hradecká              | 6:4, 6:3          |
| Finalistka    | 9.  | 20 października 2013 | Moskwa           | Twarda (hala)   | Ałła Kudriawcewa    | Swietłana Kuzniecowa Samantha Stosur          | 1:6, 6:1, 8–10    |
| Zwyciężczyni  | 7.  | 4 stycznia 2014      | Brisbane         | Twarda          | Ałła Kudriawcewa    | Kristina Mladenovic Galina Woskobojewa        | 6:3, 6:1          |
| Finalistka    | 10. | 2 lutego 2014        | Pattaya          | Twarda          | Ałła Kudriawcewa    | Peng Shuai Zhang Shuai                        | 6:3, 6:7(5), 6–10 |
| Zwyciężczyni  | 8.  | 22 lutego 2014       | Dubaj            | Twarda          | Ałła Kudriawcewa    | Raquel Kops-Jones Abigail Spears              | 6:2, 5:7, 10–8    |
| Zwyciężczyni  | 9.  | 12 października 2014 | Tiencin          | Twarda          | Ałła Kudriawcewa    | Sorana Cîrstea Andreja Klepač                 | 6:7(7), 6:2, 10–8 |
| Finalistka    | 11. | 8 marca 2015         | Monterrey        | Twarda          | Arina Rodionowa     | Gabriela Dabrowski Alicja Rosolska            | 3:6, 6:2, 3–10    |
| Zwyciężczyni  | 10. | 25 czerwca 2016      | Eastbourne       | Trawiasta       | Darija Jurak        | Chan Hao-ching Chan Yung-jan                  | 5:7, 7:6(4), 10–6 |
| Finalistka    | 12. | 24 lipca 2016        | Stanford         | Twarda          | Darija Jurak        | Raquel Atawo Abigail Spears                   | 3:6, 4:6          |
| Zwyciężczyni  | 11. | 5 marca 2017         | Acapulco         | Twarda          | Darija Jurak        | Verónica Cepede Royg Mariana Duque Mariño     | 6:3, 6:2          |
| Finalistka    | 13. | 26 maja 2018         | Strasburg        | Ceglana         | Nadija Kiczenok     | Mihaela Buzărnescu Raluca Olaru               | 5:7, 5:7          |

### Gra mieszana 1 (0–1)
| Końcowy wynik | Nr | Data         | Turniej   | Nawierzchnia | Partner  | Przeciwnicy                      | Wynik finału |
| ------------- | -- | ------------ | --------- | ------------ | -------- | -------------------------------- | ------------ |
| Finalistka    | 1. | 4 lipca 2003 | Wimbledon | Trawiasta    | Andy Ram | Martina Navrátilová Leander Paes | 3:6, 3:6     |

## Finały turniejów WTA 125K Series

### Gra podwójna 1 (0–1)
| Końcowy wynik | Nr | Data          | Turniej     | Nawierzchnia | Partnerka            | Przeciwniczki                       | Wynik finału |
| ------------- | -- | ------------- | ----------- | ------------ | -------------------- | ----------------------------------- | ------------ |
| Finalistka    | 1. | 19 marca 2016 | San Antonio | Twarda       | Klaudia Jans-Ignacik | Anna-Lena Grönefeld Nicole Melichar | 1:6, 3:6     |

## Występy w Turnieju Mistrzyń

### W grze podwójnej
| Rok  | Rezultat | Partnerka        | Przeciwniczki           | Wynik    |
| 2014 | Półfinał | Ałła Kudriawcewa | Hsieh Su-wei Peng Shuai | 1:6, 4:6 |

## Występy w igrzyskach olimpijskich

### Gra podwójna kobiet
| Runda                                                                              | Partnerka         | Przeciwniczki                                     | Wynik    |
| ---------------------------------------------------------------------------------- | ----------------- | ------------------------------------------------- | -------- |
|                                                                                    |                   |                                                   |          |
| Letnie Igrzyska Olimpijskie w Londynie 2012, reprezentując państwo Australia       |                   |                                                   |          |
| I runda                                                                            | Jarmila Gajdošová | Rosja: Jekatierina Makarowa / Jelena Wiesnina [6] | 1:6, 4:6 |
|                                                                                    |                   |                                                   |          |
| Letnie Igrzyska Olimpijskie w Rio de Janeiro 2016, reprezentując państwo Australia |                   |                                                   |          |
| I runda                                                                            | Arina Rodionowa   | Rosja: Jekatierina Makarowa / Jelena Wiesnina [7] | 1:6, 2:6 |